# Mitracarpus glabrescens
Mitracarpus glabrescens är en måreväxtart som först beskrevs av August Heinrich Rudolf Grisebach, och fick sitt nu gällande namn av Ignatz Urban. Mitracarpus glabrescens ingår i släktet Mitracarpus och familjen måreväxter. Inga underarter finns listade i Catalogue of Life.